# Dąbrowa (Opole)
Pour les articles homonymes, voir Dąbrowa.
Dąbrowa est une localité polonaise de la voïvodie et le powiat d'Opole. Elle est le siège de la gmina qui porte son nom.

## Histoire
De 1743 à 1945, Dambrau fait partie de l'arrondissement de Falkenberg-en-Haute-Silésie dans le district d'Oppeln au sein de la province de Silésie.